# 查普曼 (緬因州)
查普曼（英語：Chapman）是一個位於美國緬因州阿魯斯圖克縣的市鎮。

## 人口
根據2020年美國人口普查的數據，查普曼的面積為100.54平方千米，當中陸地面積為99.45平方千米，而水域面積為1.09平方千米。當地共有人口491人，而人口密度為每平方千米5人。